# Sonderturm
Als Sondertürme bezeichnet man die Fernmeldetürme der einstigen Deutschen Bundespost (heute Deutsche Funkturm GmbH, einem Tochterunternehmen der Deutschen Telekom) in Stahlbetonbauweise, die speziell für einen besonderen Standort geplant wurden. Sondertürme sind im Regelfall höher als die Typentürme und fast immer mit einem touristischen Bereich ausgestattet. Die Aufgabe dieser, insbesondere in den 1960er und 1970er Jahren errichteten Türme, war es im Bundesgebiet ein dichtes Netz von Fernmeldetürmen vorzuhalten, die untereinander über Richtfunk verbunden waren, um so Signale wie Ferngespräche und Fernsehsignale von Turm zu Turm zu übertragen und zu senden.

## Geschichte
Im Jahr 1977 gab es auf dem Gebiet der Bundesrepublik Deutschland 10 im Bau befindliche oder fertiggestellte Sondertürme. Der damals noch nicht fertiggestellte Frankfurter Fernmeldeturm galt mit seiner Höhe von 331 m und 14 cm damals als das höchste Bauwerk der Bundesrepublik.
Die Post verfügte 1977 über rund 543 Richtfunkstellen, zu denen auch die großen Sondertürme zählten. Diese wurden immer dann in den Randgebieten großer Städte errichtet, wenn es standortbedingt besondere Anforderungen gab. 
Durch immer höhere Büro-, Wohn- und Verwaltungsgebäude stieg die Anforderung an Richtfunkverbindungen, die von topografischen oder baulichen Hindernissen freigehalten werden mussten. Hinzu kam der Wunsch der Städte, diese markanten, weit sichtbaren Wahrzeichen dem Publikum zugänglich zu machen, so dass beim Neubau zumeist ein Turmrestaurant und eine Aussichtsplattform mit eingeplant wurden. Die Baukosten für die 10 Türme wurden mit rund 300 Millionen DM veranschlagt, wovon auf die Deutsche Bundespost ein Anteil von 220 Millionen DM entfiel.
Die 10 damaligen Sondertürme standen in Stuttgart (192 m) Mannheim (205 m), Dortmund (220 m), Kiel (230 m), Koblenz (255 m), Nürnberg (260 m), Hamburg (272 m), Köln (273 m), München (290 m) und in Frankfurt (331 m). Die Stadt Frankfurt verfügte über die einzige interkontinentale Fernsprechverbindungsstelle und die zentrale Schaltstelle für das deutsche Fernsehen und den Hörfunk in der Bundesrepublik. Im neuen Turm wurden neben richtfunktechnischen Einrichtungen auch das Fernsehleitungsnetz untergebracht. Er war nicht dafür vorgesehen als Fernsehturm genutzt zu werden.

## Liste der Sondertürme
| Name                         | Höhe     | Baujahr   | Ort                             | Bemerkung |
| ---------------------------- | -------- | --------- | ------------------------------- | --- |
| Europaturm                   | 337,5 m  | 1979      | Frankfurt am Main, Hessen       | touristischer Bereich vorhanden |
| Fernmeldeturm Nürnberg       | 292 m    | 1977      | Nürnberg, Bayern                | touristischer Bereich vorhanden |
| Olympiaturm                  | 291,28 m | 1968      | München, Bayern                 | touristischer Bereich vorhanden |
| Telemax                      | 282,2 m  | 1992      | Hannover, Niedersachsen         | |
| Heinrich-Hertz-Turm          | 279,7 m  | 1965–1968 | Hamburg                         | Stahlbetonweise, touristischer Bereich vorhanden, Drehrestaurant. Für Besucher war der Turm ab dem 12. April 1968 freigegeben. Im Jahre 2001 wurde der Turm für die Öffentlichkeit geschlossen, die Deutsche Funkturm gab 2018 an, dass der Fernsehturm im Jahr 2023 wiedereröffnet wird. |
| Colonius                     | 266 m    | 1981      | Köln, Nordrhein-Westfalen       | touristischer Bereich vorhanden |
| Fernmeldeturm Koblenz        | 265,5 m  | 1976      | Koblenz, Rheinland-Pfalz        | nicht öffentlich zugänglich |
| Rheinturm                    | 240,5 m  | 1981      | Düsseldorf, Nordrhein-Westfalen | touristischer Bereich vorhanden |
| Fernmeldeturm Bremen         | 235,7 m  | 1986      | Bremen-Walle                    | Bautyp Kiel |
| Fernmeldeturm Kiel           | 230 m    | 1972      | Kiel, Schleswig-Holstein        | |
| Friedrich-Clemens-Gerke-Turm | 230 m    | 1991      | Cuxhaven, Niedersachsen         | Bautyp Kiel |
| Fernmeldeturm Münster        | 229,5 m  | 1986      | Münster, Nordrhein-Westfalen    | Bautyp Kiel |
| Florianturm                  | 219,6 m  | 1959      | Dortmund, Nordrhein-Westfalen   | touristischer Bereich vorhanden, Drehrestaurant |
| Fernmeldeturm Mannheim       | 212,8 m  | 1975      | Mannheim, Baden-Württemberg     | touristischer Bereich vorhanden, Drehrestaurant |
| Stuttgarter Fernmeldeturm    | 192 m    | 1969–1972 | Stuttgart, Baden-Württemberg    | Stahlbetonbauweise, nicht zu verwechseln mit dem benachbarten Stuttgarter Fernsehturm vom SDR/SWR |

Der Berliner Fernsehturm mit seinen 368,03 Metern und der ebenfalls 1969 errichtete Fernsehturm Dresden gehörten zum Bauzeitpunkt nicht zur Sonderturm-Klasse der Deutschen Bundespost, da diese zur Zeit der Entstehung in der DDR lagen und damit von der Deutschen Post errichtet wurden. Nach der Wiedervereinigung gingen diese an die Deutsche Bundespost bzw. später in das Eigentum der Telekom bzw. der Deutschen Funkturm über.